# Ист Рочестер (Пенсилванија)
Ист Рочестер (енгл. East Rochester) град је у америчкој савезној држави Пенсилванија.

## Демографија
По попису из 2010. године број становника је 567, што је 56 (-9,0%) становника мање него 2000. године.
| Група             | 2000.       | 2010.       |
| Белци             | 597 (95,8%) | 532 (93,8%) |
| Афроамериканци    | 22 (3,5%)   | 18 (3,2%)   |
| Азијати           | 0 (0,0%)    | 0 (0,0%)    |
| Хиспаноамериканци | 1 (0,2%)    | 8 (1,4%)    |
| Укупно            | 623         | 567         |